# Disney Press
Disney Press est un organe d'éditions de la The Walt Disney Company, dépendant de Disney Publishing Worldwide.
La société a été créée le 31 mai 1991 pour produire des publications pour enfants,
Le premier livre édité par la société est Walt Disney's 101 Dalmatians: A Counting Book.

## Historique des éditions Disney
Le premier livre associé à une production de Disney est le Mickey Mouse Book, publié en 1930 par l'éditeur Bibo-Lang et comprenant une histoire écrite par Bobette Bibo, la fille de l'éditeur. 
En 1931, l'éditeur David McKay obtient l'autorisation de publier une série de livres, The Adventures of Mickey Mouse.
En 1933, la société Blue Ribbon Books publie les premiers livres en 3 dimensions tandis que la société Whitman Books signe un contrat pour des histoires variées, société devenue plus tard Western Publishing.
En 1991, Disney crée sa propre maison d'édition regroupant Hyperion, Disney Press et Mouse Works.